# جانسو اوزبای
جانسو اوزبای (انگلیسی: Cansu Özbay؛ زادهٔ ۱۷ اکتبر ۱۹۹۶) بازیکن والیبال اهل ترکیه است. قد او ۱٫۸۲ متر و وزنش ۷۲ کیلوگرم است. او در پست پاسور بازی می‌کند. او اکنون در تیم واکیف بانک استانبول و تیم ملی والیبال زنان ترکیه بازی می‌کند.
جانسو با قهرمانی اخیر تیم واکیف بانک در لیگ برتر بانوان ترکیه عنوان برترین پاسور لیگ بانوان ترکیه نیز به دست آورد.